# Joseph Liu Xinhong
Joseph Liu Xinhong (chiń. 劉新紅; ur. w 1964) – chiński duchowny katolicki, biskup Anqing od 2006.

## Życiorys
Święcenia kapłańskie otrzymał 30 listopada 1991.
Wybrany biskupem Anqing. Sakrę biskupią przyjął bez mandatu papieskiego 3 maja 2006. 
22 września 2018 został uznany oficjalnie przez Stolicę Apostolską.